# Балкашин, Анатолий Иванович
Анато́лий Ива́нович Балка́шин (1885—1954) — русский советский кораблестроитель, учёный в области проектирования кораблей, строитель линейных крейсеров «Бородино» и «Наварин»; главный инженер судопроектного института «Проектверфь»; преподаватель, начальник кафедры и начальник факультета Военно-морской академии и других военно-морских учебных заведений, заместитель начальника Научно-исследовательского института военного кораблестроения ВМФ, доктор технических наук, профессор, инженер-контр-адмирал.

## Биография
Анатолий Иванович Балкашин родился 13 июля 1885 года в городе Городище Пензенской губернии. Происходил из дворянской семьи. В 1903 году окончил реальное училище в городе Баку.

### Служба в Российском императорском флоте
В сентябре 1903 года поступил в Морское инженерное училище Императора Николая I в Кронштадте.

Балкашин А. И. (1909 год)

В 1906 году произведён в корабельные гардемарины-судостроители. В мае 1907 года, после окончания училища произведён в подпоручики. До октября 1907 года проходил стажировку на заводе «Новое адмиралтейство» в Санкт-Петербурге, с октября 1907 по апрель 1908 года был стажёром в заграничном плавании на броненосце «Слава».
С апреля 1908 по сентябрь 1910 года работал помощником судостроителя Кронштадтского военного порта. В 1913 году окончил кораблестроительное отделение Николаевской морской академии. 6 апреля 1914 года произведён в чин капитана Корпуса корабельных инженеров. До конца 1917 года, вместе с кораблестроителем П. Ф. Папковичем, работал старшим помощником судостроителя на Адмиралтейском заводе, участвовал в строительстве линейных крейсеров «Бородино», «Наварин», совмещая работу с преподавательской деятельностью в Морском инженерном училище.

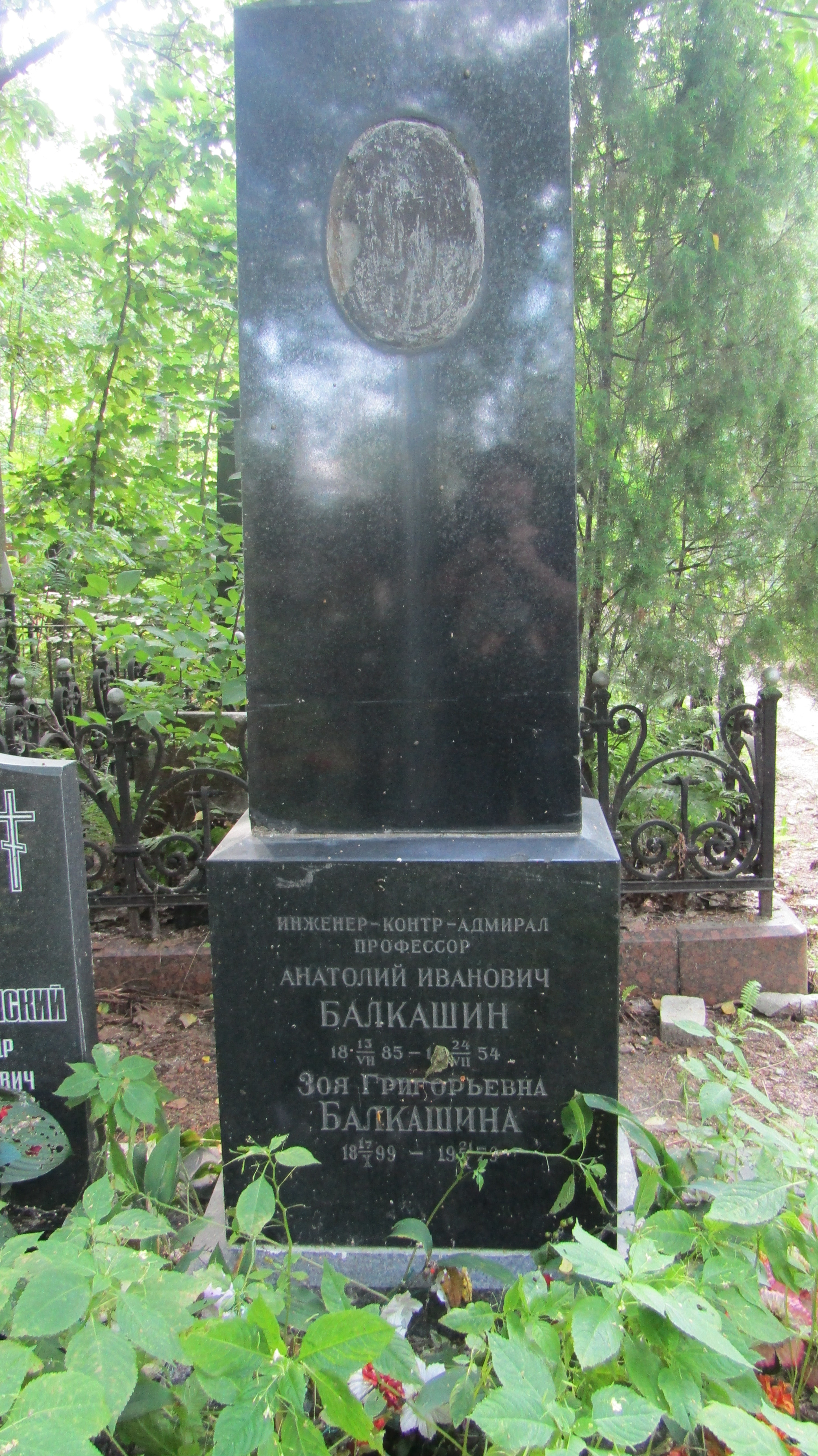
Могила Балкашина А.И. Серафимовское кладбище, Санкт-Петербург.

### Служба в советский период
После Октябрьской революции 1917 года перешёл на сторону Советской власти. С 23 февраля 1918 года на службе в РККФ. С февраля по март 1918 года оставался строителем линкора «Наварин» на Адмиралтейском судостроительном заводе, с марта по апрель 1918 года преподавал в Морском инженерном училище, затем служил в Комитете по демобилизации промышленности до января 1919 года.
В 1919—1920 годах работал инженером-конструктором отдела учёта имущества Главного управления корабельного строительства. С мая 1920 года находился на преподавательской работе в Военно-морской академии имени К. Е. Ворошилова: адъюнктом кафедры проектирования судов в 1920—1922 годы; заведующим обучением, руководителем занятий кораблестроительного отдела с 1922 по 1923 год; помощником начальника, старшим руководителем—начальником кораблестроительного факультета в 1923—1927 годах; старшим преподавателем машиностроительного факультета с 1925 по 1926 год. С 1922 по 1925 год совмещал предательскую деятельность в академии с работой судостроительным мастером на Адмиралтейском заводе.
С декабря 1925 по апрель 1926 года был членом комиссии Советского торгового флота по закупке кораблей за границей в Германии, Англии, Франции и Голландии. По возвращении из командировки работал помощником начальника технического бюро Балтийского завода по военному кораблестроению до 1927 года, затем старшим руководителем по военному судостроению завода до 1929 года.
С 1929 года Балкашин — преподаватель Научно-исследовательского института военного кораблестроения ВМФ, в котором проработал до 1940 года, исполнял должности: старший руководитель (1934—1937), начальник кораблестроительного отдела, заместитель начальника института, старший научный сотрудник (1937—1940). В 1930 году был назначен главным инженером судопроектного института «Проектверфи», где разработал прогрессивную технологию постройки судов путём секционной сборки.
31 мая 1936 года Балкашину было присвоено звание — инженер-флагман 2-го ранга. С 1940 работал начальником кафедры корабельной архитектуры Высшего военно-морского инженерного училища имени Ф. Э. Дзержинского. 21 мая 1941 года Балкашину А. И. было присвоено звание инженер-контр-адмирал. В 1942 году он стал профессором. В 1943 году Балкашин руководил прохождением практики курсантов училища на судостроительных заводах, во время которой были ускоренно сданы заказы флота. 16 курсантов были награждены почётными грамотами Народного комиссара ВМФ, а Балкашин был представлен к ордену Трудового Красного Знамени.
В 1947 году был руководителем группы по разработке проекта переоборудования крейсера «Аврора» для вечного хранения. В июле 1950 года уволен в запас.
Балкашин был женат, у него был сын Юрий (1923—1960), ставший композитором, и приёмный сын Виктор, окончивший Ленинградскую государственную консерваторию по классу фортепиано, участник Великой Отечественной войны, ставший преподавателем
в колледже искусств им. П. И. Чайковского в Улан-Удэ.
Анатолий Иванович Балкашин умер 24 июля 1954 года. Похоронен в г. Ленинграде на Серафимовском кладбище.

## Награды
Российской империи:
- орден Святого Станислава 3 степени (8 ноября 1913);
- орден Святой Анны 3 степени (1915)[1];
- светло-бронзовая медаль «В память 200-летия морского сражения при Гангуте» (1915);
- светло-бронзовая медаль «В память 300-летия царствования дома Романовых» (1913)[2].

Советские:
- орден Ленина (1945);
- орден Красного Знамени (1944, 1947);
- орден Трудового Красного Знамени (1944);
- медали[5][7]